# Йоанніс Ніколаїдіс
Йоанніс Ніколаїдіс (грец. Ιωάννης Νικολαΐδης; нар. 4 січня 1971) — грецький шахіст, гросмейстер від 1995 року.

## Шахова кар'єра
Від середини 1990-х років належав до когорти провідних грецьких шахістів. Між 1994 і 2006 роками взяв участь у всіх семи шахових олімпіадах, які відбулись за той час, зокрема один раз на 1-й шахівниці, а в 1997, 2001 і 2003 роках — у командних чемпіонатах Європи. Неодноразово брав участь у фіналах чемпіонатів Греції, найбільшого успіху досягнувши у 1995 році, коли став чемпіоном країни.
Досягнув низки успіхів на міжнародних турнірах, зокрема:
- поділив 1-ше місце в Будапешті (1994, турнір First Saturday FS06 GM, разом з Петером Лукачем),
- посів 2-ге місце в Перістері (1994, позаду Васіліоса Котроніаса),
- посів 1-ше місце в Іліуполісі (1995),
- поділив 2-ге місце в Балатонберені (1995, позаду Олега Романишина, разом з Габором Каллаї),
- посів 3-тє місце в Больцано (2000, позаду Дьюли Сакса і Золтана Дьїмеші),
- посів 3-тє місце в Стамбулі (2002, чемпіонат балканських країн, позаду Хрістоса Банікаса і Євгенія Єрменкова)[3],
- поділив 2-ге місце в Агіос-Кірікосі (2005, позаду Дмитра Свєтушкіна, разом з Максимом Туровим)[4].

Найвищий рейтинг Ело в кар'єрі мав станом на 1 липня 1996 року, досягнувши 2585 очок ділив тоді 83-92-ге місце в світовому рейтинг-листі ФІДЕ, одночасно займаючи 2-ге місце (позаду Васіліоса Котроніаса) серед грецьких шахістів.

## Зміни рейтингу
| На цьому місці має відображатися графік чи діаграма, однак з технічних причин його відображення наразі вимкнено. Будь ласка, не видаляйте код, який викликає це повідомлення. Розробники вже працюють для того, щоби відновити штатне функціонування цього графіка або діаграми. | |
| | На цьому місці має відображатися графік чи діаграма, однак з технічних причин його відображення наразі вимкнено. Будь ласка, не видаляйте код, який викликає це повідомлення. Розробники вже працюють для того, щоби відновити штатне функціонування цього графіка або діаграми. |